# Tournoi de tennis du Cap d'Agde
Le tournoi du Cap d'Agde (France), est un tournoi de tennis professionnel masculin du circuit ATP.
La seule édition de l'épreuve date de 1982.

## Palmarès messieurs

### Simple
| No | Date       | Nom et lieu du tournoi        | Catégorie | Dotation  | Surface      | Vainqueur  | Finaliste    | Score              |  |
| -- | ---------- | ----------------------------- | --------- | --------- | ------------ | ---------- | ------------ | ------------------ |  |
| 1  | 26-07-1982 | Cap d'Agde WCT, Le Cap d'Agde |           | 300 000 $ | Terre (ext.) | Tomáš Šmíd | Lloyd Bourne | 6-3, 6-4, 5-7, 6-2 |  |

### Double
| No | Date       | Nom et lieu du tournoi        | Catégorie | Dotation  | Surface      | Vainqueurs               | Finalistes              | Score    |  |
| -- | ---------- | ----------------------------- | --------- | --------- | ------------ | ------------------------ | ----------------------- | -------- |  |
| 1  | 26-07-1982 | Cap d'Agde WCT, Le Cap d'Agde |           | 300 000 $ | Terre (ext.) | Andy Andrews Drew Gitlin | Pavel Složil Tomáš Šmíd | 6-2, 6-4 |  |